# M2 (станок-тренога)
Станок-тренога M2 — американский пулемётный станок-тренога, изначально использовавшийся с пехотными пулемётами М1919 «Браунинг». С тех пор он претерпел несколько изменений, но в целом остался прежним. В этой конфигурации M2 применялся во всех конфликтах Второй мировой войны в вооружении армии США и корпуса морской пехоты США. Станок также широко применяется и другими странами, в особенности — использующими американские пулемёты.

## Производство
Производством станков в США занимались:
- Acklin Stamping Company, Толидо, Огайо;
- Alliance Manufacturing Company, Аллайанс, Огайо;
- Appliance Manufacturing Company, Аллайанс, Огайо;
- Bingham Stamping Company, Толидо, Огайо;
- Evans Product Company, Детройт, Мичиган;
- Houde Engineering, Буффало, Нью-Йорк;
- Lampson Corporation, Сиракьюс, Нью-Йорк;
- Lovell Manufacturing Company, Эри, Пенсильвания;
- Рок-Айлендский арсенал, Рок-Айленд, Иллинойс.

## Модификация M122
| Характеристика                    | Значение             |
| --------------------------------- | -------------------- |
| Вес (с крепежом и T&E-механизмом) | 8,85 кг (19,5 фунта) |

| Характеристика | Свободное положение | На T&E-механизме |
| -------------- | ------------------- | ---------------- |
| Угол подъема   | 25°                 | 15°              |
| Угол опускания | 25°                 | 11°              |
| Угол поворота  | 360°                | 49°              |

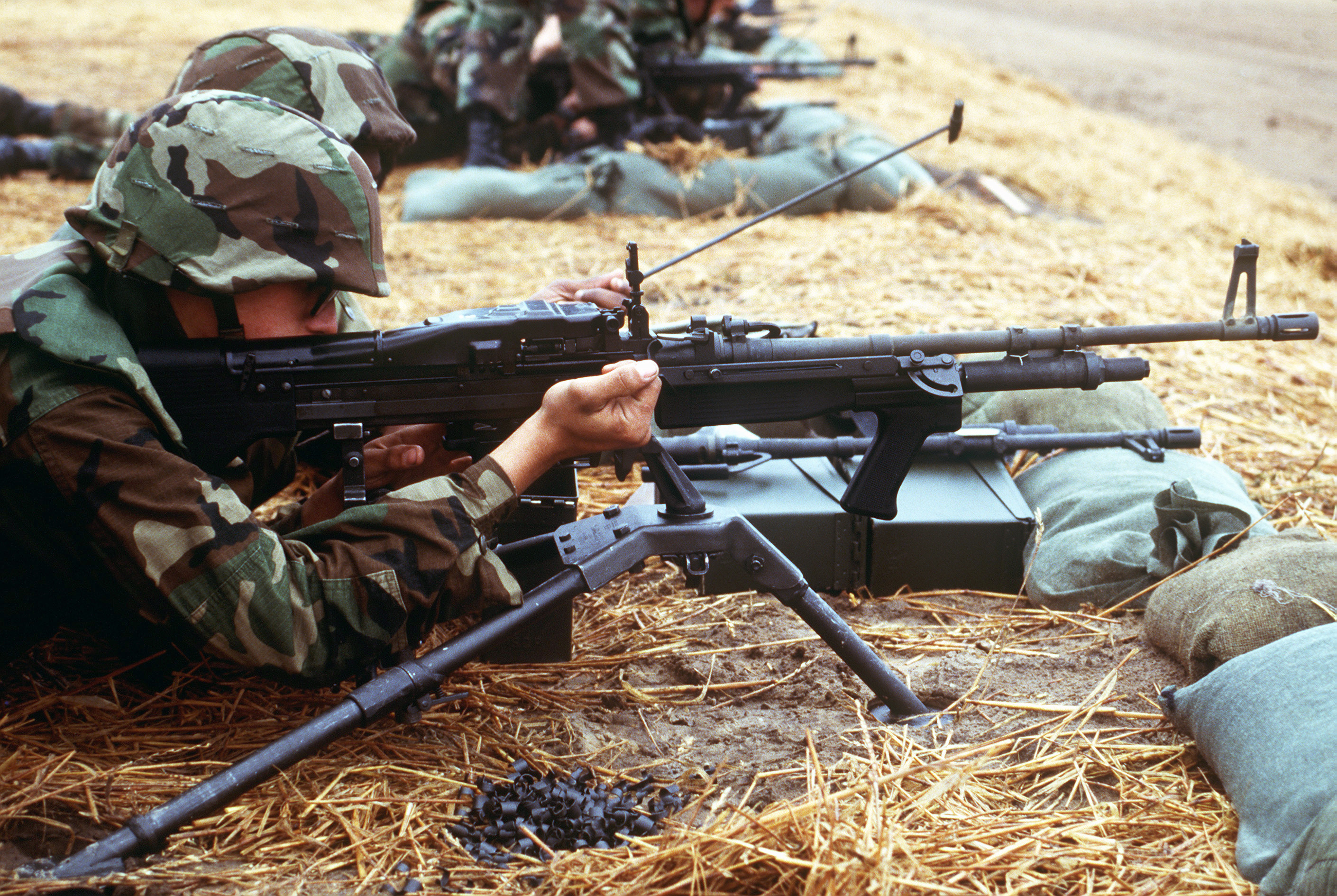
Пулемёт М60 на станке-треноге M122.

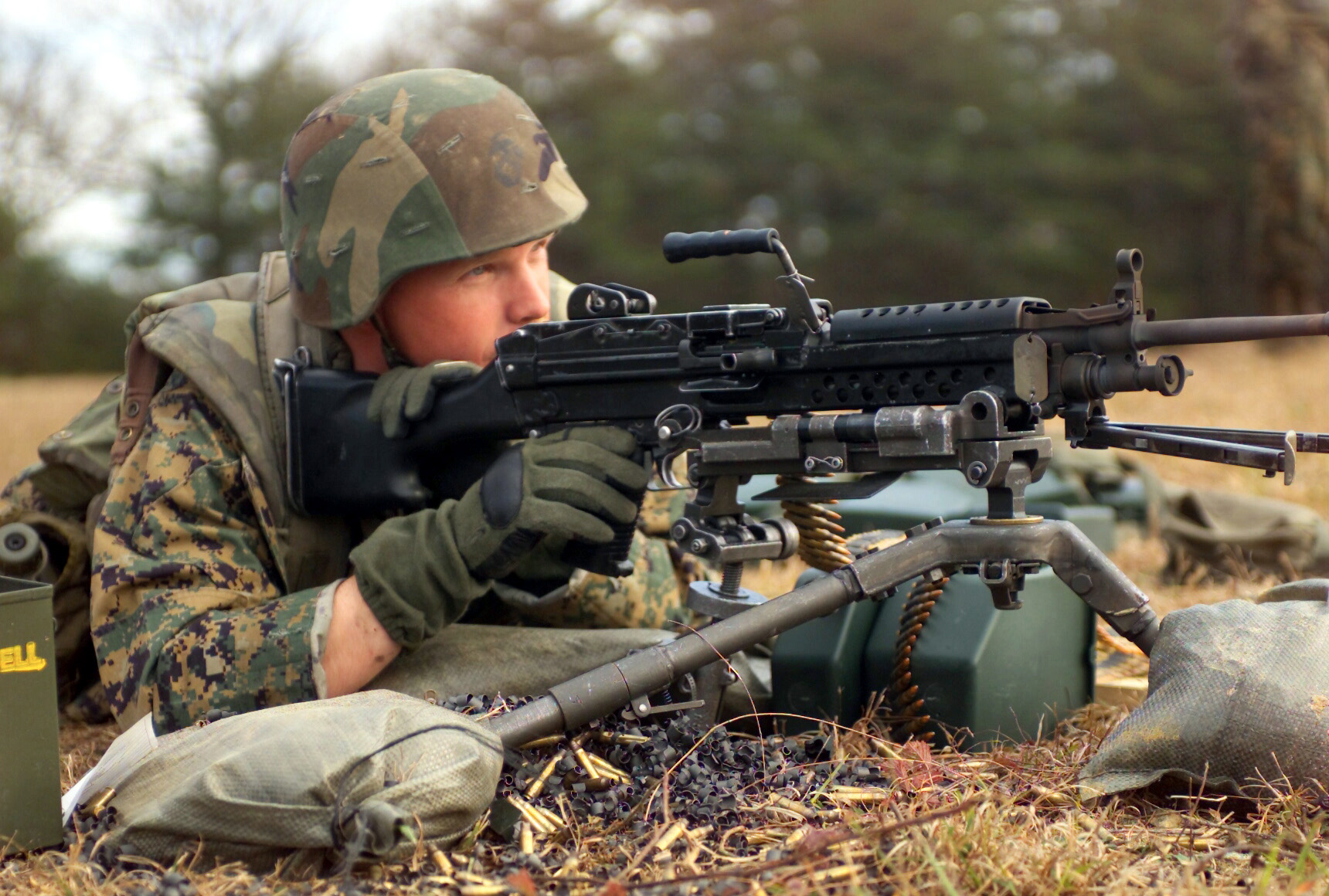
Пулемёт М249 на станке-треноге M122.

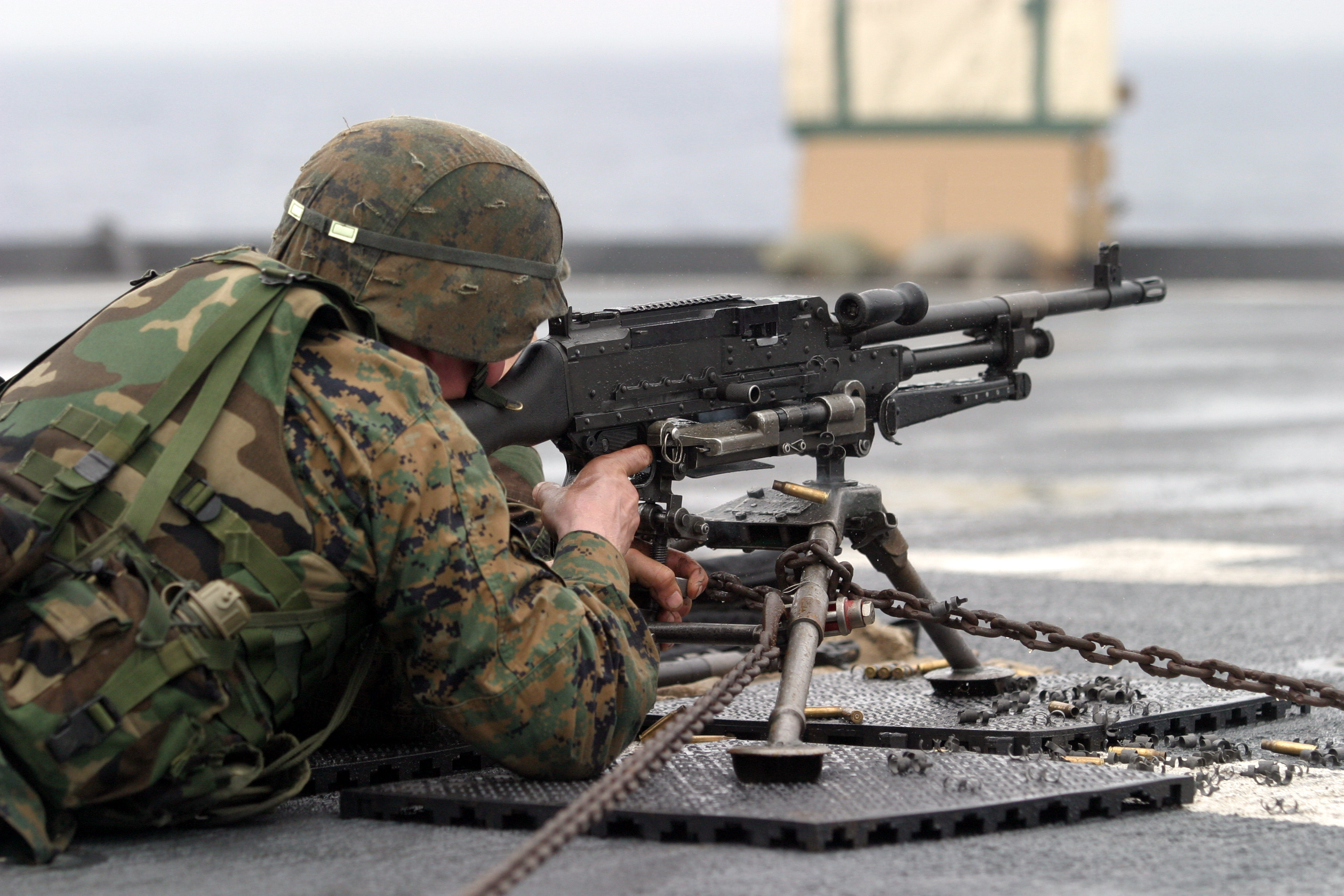
Пулемёт М240G на станке-треноге M122.

Современные американские пулемёты, такие как серийные пулемёты M60, M249 и M240, используют слегка обновленную версию станка — M122. Отличие заключается лишь в типе крепежа и наличии траверс-подъемного механизма (англ. traversing and elevating (T&E) mechanism). Большинство используемых станков M122 являются в действительности станками M2 с новой маркировкой после их ремонта и монтажа креплений под новые пулемёты.
Для пулемёта M60 изначально предполагалось использовать экспериментальный станок M91, но предпочтение было отдано M122. На последних версиях пулемётов, в том числе M240L (облегчённая версия M240B), станки M122 заменяются на более легкие M192.